# Laufzorn
Laufzorn ist ein Weiler der Gemeinde Oberhaching im oberbayerischen Landkreis München.

## Geographie
Der Weiler liegt im westlichen Gemeindegebiet von Oberhaching und ist im Norden, Westen und Süden vom gemeindefreien Gebiet Grünwalder Forst umgeben. Mit der Volkszählung 1987 wurden 21 Einwohner in 4 Gebäuden mit Wohnraum mit 7 Wohnungen nachgewiesen.
Etwa 1,2 km südöstlich von Laufzorn befinden sich eine gut erhaltene Keltenschanze in Form eines unregelmäßigen Vierecks und die Reste der Römerstraße von Augsburg über Gauting nach Salzburg (Via Julia), ein 60 cm hoher, 8 bis 10 m breiter, in Ost-West-Richtung verlaufender Damm.

## Geschichte
Laufzorn wird erstmals in einer lateinischen Urkunde aus dem Jahre 804 erwähnt, in der eine Kirche in loco qui dicitur Laufzoro dem Stift zu Freising übergeben wird. Der Name weist auf einen hier damals schon vorhandenen gerodeten Sammelplatz für erlegtes Wild hin.
Später entsteht aus dem Weiler mit 3 bis 4 Hofstellen eine Schwaige, ein auf die Viehwirtschaft abgestelltes Gut. Die Schwaige wird vor 1446 von den Wittelsbachern erworben. Ab 1588 ist dort eine landesherrliche Pferdezucht nachweisbar. Zwischen 1616 und 1619 lässt Albrecht der Leuchtenberger auf dem Gelände der Schwaige das Schloss Laufzorn errichten.
Laufzorn gehörte ursprünglich seit der Gemeindebildung von 1818 als Exklave zur Gemeinde Grünwald, wurde aber mit dem Abschluss der Gebietsreform in Bayern am 1. Mai 1978 nach Oberhaching eingegliedert, ebenso wie die Gemeinde Oberbiberg.